# Chiesa di San Pio X (Conegliano)
La chiesa di San Pio X è un edificio sacro di Conegliano, situato a ovest del centro, a pochi passi dalla scuola enologica.

## Storia
Questa chiesa fu costruita nel 1955 su progetto dell'architetto Alessandro Vecchi di Venezia e dell'ingegner Giovanni Serravallo di Vittorio Veneto e il 3 ottobre dello stesso anno fu benedetta dall'allora vescovo Giuseppe Zaffonato; tuttavia la parrocchia esisteva già dal 29 settembre 1952. Presso la nuova struttura, sorta in un'area in quegli anni in forte sviluppo abitativo, si svilupparono un centro parrocchiale (inizialmente gestito dai salesiani) e un asilo.
Nel 1990 la chiesa fu dotata di organo.

## Descrizione
La chiesa di San Pio X ha una facciata a capanna in laterizio, ornata da tre strette arcate cieche per lato e aperta da un grande rosone centrale e dal portale, nella cui lunetta è inscritta un'immagine del papa a cui il tempio è consacrato.
Ai lati dell'edificio si allungano due porticati con archi a tutto sesto.
L'interno è ad una sola alta navata tutta intonacata di bianco, interrotta solamente dai due arconi d'accesso alle cappelle laterali (in quella destra è ospitato un sacrario a Santa Barbara), oltre che dalle numerose monofore che danno luce all'ambiente. Il presbiterio ha la parete di fondo interamente coperta da una pittura rappresentante San Pio X con Cristo e gli angeli.